# Bethausen
Bethausen (fino al 1924 Bethlenhaus, in ungherese Bethlenháza, in tedesco Bethausen o Bethlenhaas, in bulgaro del Banato Betleaz) è un comune della Romania di 2846 abitanti, ubicato nel distretto di Timiș, nella regione storica del Banato. 
Il comune è formato dall'unione di 6 villaggi: Bethausen, Cladova, Cliciova, Cutina, Leucușești, Nevrincea.
Bethausen è un insediamento relativamente recente, essendo stato fondato nel 1883 da coloni tedeschi provenienti da Zichandorf.